# Ureaplasma diversum
Ureaplasma diversum è una specie di batterio appartenente alla famiglia delle Mycoplasmataceae.